# جامعة يوفاسكولا

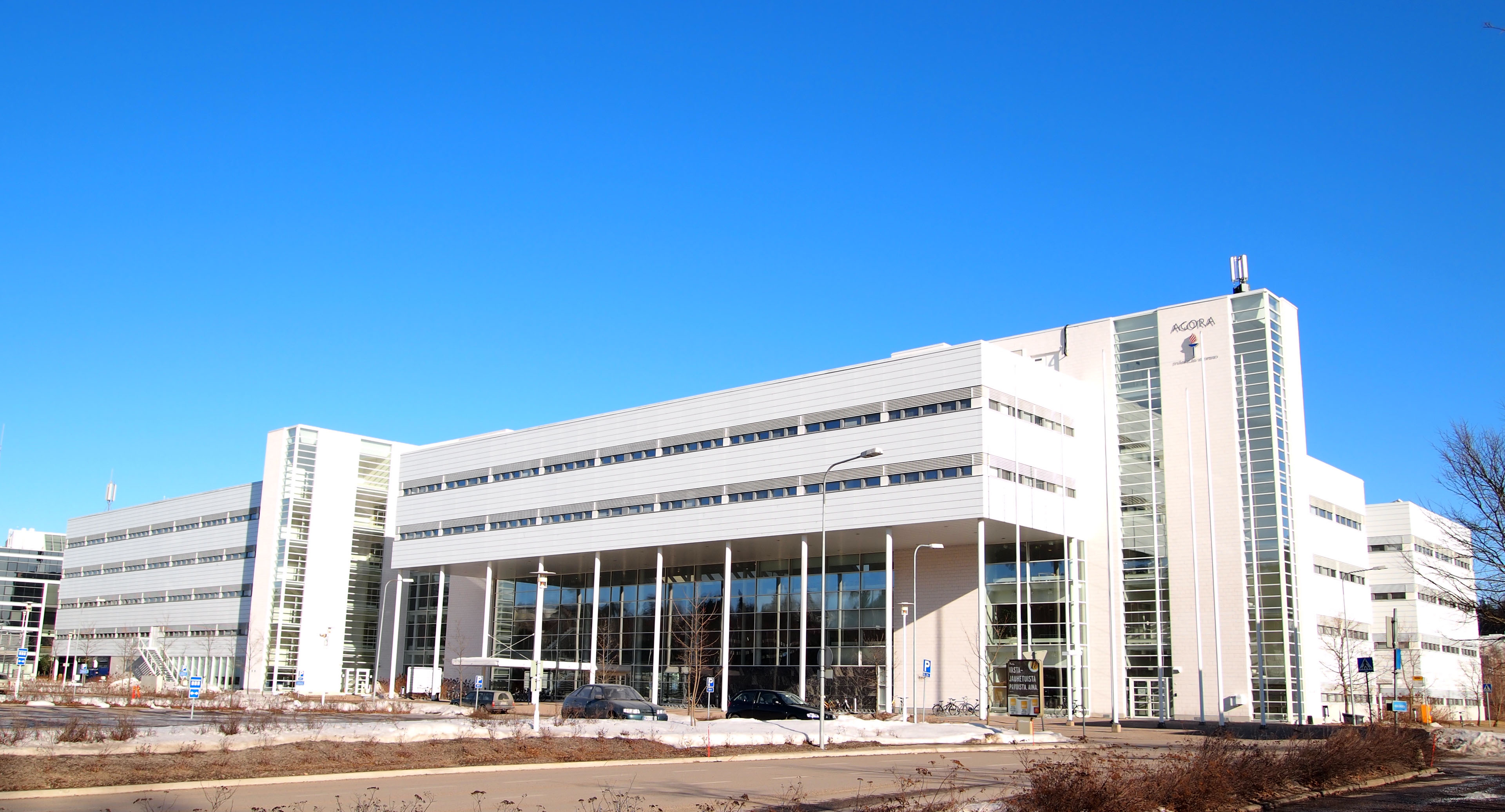
Agora building at the Mattilanniemi campus

جامعة يوفاسكولا (بالفنلندية: Jyväskylän yliopisto) جامعة في مدينة يوفاسكولا الفنلندية. أصولها في أول كلية إعداد معلمين تستخدم الفنلندية، والتي تأسست في عام 1863. يدرس بها حالياً حوالي 14000 طالبا وطالبة في برامج الدرجات الجامعية. تصنف في المرتبة ثاني ضمن أكبر الجامعات في فنلندا عندما تقاس وفقاً لعدد من درجات الماجستير الممنوحة.

## التاريخ
لعبت جامعة يوفاسكولا دوراً هاماً في تاريخ الثقافية الفنلندية. تأسست في عام 1863، أصول الجامعة في أول كلية إعداد معلمين تستخدم الفنلندية، المسماة معهد المعلمين. تطور معهد المعلمين إلى كلية تربية في عام 1937، وفي ذات الوقت حصلت على اختصاص منح درجة الدكتوراه. في الستينات، بدأت الكلية التدريس والبحث في مجال العلوم وفي عام 1967 تم تغيير اسمها إلى جامعة يوفاسكولا.
تقدم الجامعة مجموعة واسعة من برامج الدراسة لدرجة البكالوريوس أو الماجستير باللغة الإنكليزية، وكثير منها هي فريدة من نوعها في فنلندا. العلوم الطبيعية والعلوم الإنسانية والرياضة والعلوم الصحية وكذلك إعداد المعلمين مجالات الخبرة خاصة في الجامعة.